# Мејнфрејм рачунар
Мејнфрејм рачунари (колоквијално се називају „великим гвожђем") јесу моћни рачунари који се првенствено користе у индустријским и државним организацијама за критичне апликације, обраду података великих размера попут пописа становништва, индустријске и потрошачке статистике, планирања ресурса предузећа и обраде трансакција. Термин је првобитно потекао од великих ормара у којима су биле смештене централна процесорска јединица и главна меморија раних рачунара. Касније је термин коришћен за разликовање моћнијих индустријских машина од мањих рачунара. Већина архитектуре великих рачунарских система потиче из 1960-их, али се еволуција наставља.

## Начин рада
Модерни мејнфрејмови створени су како би решавали сложене задатке за врло кратко време и за:
- Безбедност у раду
- Компатибилност са старијим софтвером

Мејнфрејмови могу покретати више оперативних система истовремено. Ова техника се зове и техника виртуелне машине. Састоје се из два дела; логичке партиције и виртуелне машине.

## Изглед
До 1960. године, мејнфрејмови нису имали графички кориснички интерфејс. Користили су бушене картице, папирне и магнетне траке за пренос података кроз програме. Руковођени су у беч моду (конзола) како би извршавали канцеларијске послове у банкама и државним управама.